# Gesamtschule Ebsdorfer Grund
Die Gesamtschule Ebsdorfer Grund (GSE)  ist eine kooperative Gesamtschule des Landkreises Marburg-Biedenkopf. Sie bietet ein komplettes Bildungsangebot in der Sekundarstufe I im Ebsdorfergrund, nimmt aber auch weit über die Gemeindegrenzen hinaus Schüler auf. Seit dem Schuljahr 2019/20 gibt es eine Kapazitätsbeschränkung auf 125 Schüler für jeden neuen Jahrgang.

## Pädagogisches Konzept
Auf einer Förderstufe aufbauend vereint die GSE alle drei weiterführenden Schulformen (Hauptschule, Realschule, Gymnasium) sowie einen Schulzweig für Lernhilfe unter einem Dach. Priorität hat, möglichst jedes Kind in seinen Begabungen zu fördern und zu einem qualifizierenden Schulabschluss zu bringen. Das Miteinander  in der Schule ist geprägt von gegenseitiger Wertschätzung und Respekt. Bindung und Beziehung sind zentrale Faktoren des Lernens und Lebens, durch die Lernlust, Leistungsbereitschaft und Kreativität aktiviert und gefördert werden sollen.
Die GSE ist eine Gesamtschule auf dem Weg zu einer kooperativen Ganztagsschule. Heute bietet sie an fünf Schultagen eine Ganztagsbetreuung an. Bisher freiwillige Inhalte der ganztägig arbeitenden Schule werden vom Nachmittag auf den Vormittag verlegt und damit zu Pflichtunterricht.

## Abschlüsse
An der Gesamtschule Ebsdorfer Grund kann der Berufsorientierte Abschluss der Förderschule, der Hauptschulabschluss oder Qualifizierende Hauptschulabschluss (Ende Klasse 9) und der Realschulabschluss oder Qualifizierende Realschulabschluss (Ende Klasse 10) erworben werden.

## Auszeichnungen
2011 erreichte die Gesamtschule Ebsdorfer Grund  beim Wettbewerb Starke Schule – Deutschlands beste Schulen, die zur Ausbildungsreife führen den 3. Platz in Hessen, 2015 wurde sie Landessieger in Hessen und belegte bundesweit den 4. Platz.

## Erste energieautarke Schule Deutschlands
Solarstrom vom Schuldach, Wärme aus Biogas: Als erste deutsche Schule hat die Gesamtschule Ebsdorfer Grund bereits 2007 begonnen, dieses Konzept gemeinsam mit dem Landkreis Marburg-Biedenkopf, engagierten Bürger und dem Verein Sonneninitiative erfolgreich zu realisieren. Die Photovoltaikanlagen auf ihren Dächern decken den gesamten Strombedarf der Schule durch klimafreundlichen Sonnenstrom. Mit diesem Projekt wird gezeigt, dass eine 100-Prozent-Versorgung mit erneuerbaren Energien in der Praxis möglich ist. Fast 1,5 Millionen Kilowattstunden Strom haben die Anlagen bisher erzeugt und damit der Atmosphäre rund 870 Tonnen Kohlendioxid erspart (Stand Mitte Oktober 2015). Von der Bioenergieanlage in Mölln bezieht die Schule ihren gesamten Wärmeverbrauch. Somit wird an der GSE also keine fossile Energie wie Kohle, Öl, Atom oder Gas mehr verwendet und auch keine Kohlenstoffdioxidemissionen mehr erzeugt.

## Unterricht
Die Gesamtschule Ebsdorfer Grund bietet neben dem normalen Unterricht auch Wahlfächer oder AGs nach und während der Schule an. Zum Beispiel die Bienen-AG, die Trampolin-AG, Arbeiten mit Holz. Es werden außerdem vier Fremdsprachen angeboten: Englisch, Latein, Französisch und Spanisch. Wer als Realschüler keine weitere Sprache lernen möchte, kann  auch das Fach WPU (Wahlpflichtunterricht) wählen, das ist zum Beispiel Informatik, Junior-Demenzbegleiter, Lego-Robotik, Darstellendes Spiel.

## Austauschprogramm
Das interkulturelle Lernen spielt an der GSE eine  wichtige Rolle. Derzeit gibt es sechs verschiedene Austauschprogramme für die Jahrgänge 7 bis 10, welche von einer Woche (Spanien, Frankreich, Polen) über drei Wochen (USA) bis zu fünf Wochen (Australien) dauern.

## Schulleiter
- Alfred Laux (1962–1967)
- Hans Haller (1967–1969)
- Horst Niemeyer (1969–1980)
- Wolfgang Vits (1980–1994)
- Lothar Potthoff (1995–2015)
- Mirko Meyerding (2016 – heute)